# Organisation Pensée Bataille
La Organisation Pensée Bataille fue un grupo secreto anarcocomunista clandestino que operaba secretamente al interior de la Fédération Anarchiste francesa.

## Historia
Fue fundada a principios de 1950 por la iniciativa de Louis Estève, Roger Caron, Serge Ninn, Robert Joulin, André Moine y Georges Fontenis. Se estructuró clandestinamente al interior de la Federación Anarquista, y tenía por objeto imponer una línea política única, y una organización fuerte y estructurada.
El propósito de la OPB era formar una facción comunista libertaria para oponerse a lo que ellos denominaban como "la fracción individualista" que bloqueaba cualquier cambio en la FA. El objetivo era transofrmar a la Federación en una "verdadera organización revolucionaria".
En poco tiempo, las teorías de la OPB se apoderaron de la mayor parte de la FA. Así, en su congreso de París en 1953, la FA cambia de nombre y se convierte en la Fédération Communiste Libertaire (Federación Comunista Libertaria) (FCL), por mayoría de 71 votos frente a 61 (los otros nombres que se propusieron fueron "Partido Comunista Anarquista" y "Partido Comunista Libertario).
La resolución aprobada en el Congreso de París, decía: "La organización específica de los activistas del comunismo libertario se considera la vanguardia, la minoría consciente y activa en la ideología y en la acción de las aspiraciones del proletariado", a fin de que "la revolución haga posible construir la sociedad comunista libertaria". "... La transición de la sociedad de clases a una sociedad comunista sin clases solo puede ser conquistada por la Revolución, el acto revolucionario que rompa y liquide a todos los aspectos del poder..." 
A partir de entonces, los miembros estaban obligados a defender en público las resoluciones del Congreso, aunque hubiesen votado en contra. La OPB se disolvió unos meses después del Congreso de 1953.
En 1954, la publicación del Memorándum del Grupo Kronstadt, que había dejado la FCL, reveló y criticó la existencia de la OPB, sus tendencias autoritarias y leninistas.

## Organización interna
Los activistas eran reclutados por cooptación. Los dirigentes era elegidos por una asamblea general; elegían a un secretario denominado "Responsable del Plan" (Fontenis), un secretario adjunto, llamado "asesor" (Caron) y un tesorero (Joulin). Este bureau era responsable de la OPB para desarrollar las medidas y para aplicar el plan decidido por la Asamblea General.
La OPB estaba constituida por grupos militantes de Paris-Este, París 18 y 19, Renault-Billancourt, Thomson y el Grupo de Kronstadt (París-Sud), aunque también había activistas en Marsella y Narbona.

## Lecturas
Este episodio del anarquismo de post-guerra francés, puede leerse en las memorias de Maurice Joyeux Sous les plis du drapeau noir. Souvenirs d'un anarchiste ("Bajo los pliegues de la bandera negro. Memorias de un anarquista") (2 volúmenes) y las memorias de George Fontenis, Changer le monde. Histoire du mouvement communiste libertaire 1945-1997 (éd. Alternative libertaire/Le Coquelicot).